# FC Differdingen 03
Der FC Differdingen 03 (luxemburgisch FC Déifferdeng 03) ist ein luxemburgischer Fußballverein aus Differdingen.

## Geschichte
Der Klub wurde 2003 als Zusammenschluss der beiden Vereine Red Boys und AS gegründet.

### Vorgängervereine

#### Red Boys Differdingen
Red Boys Differdingen wurde am 25. Mai 1907 als SC Differdingen gegründet und ist somit einer der ältesten luxemburgischen Fußballvereine. Am 11. Juli 1919 erfolgte die Umbenennung in Red Boys. Während der deutschen Besetzung Luxemburgs hieß der Verein ab 1940 FK 07 Differdingen. Seit 1944 trug er wieder den Namen Red Boys. Die Red Boys wurden sechsmal Landesmeister und sind mit 16 Titeln luxemburgischer Rekordpokalsieger. Darüber hinaus erreichten sie weitere neun Male das Pokalfinale. Spielstätte war das 1921 erbaute Stade du Thillenberg mit einer Kapazität von 6.300 Plätzen.
Red Boys nahm zehnmal an der Hauptrunde eines europäischen Wettbewerbs teil. Dabei traf das Team auf so prominente Mannschaften wie den AC Mailand, Benfica Lissabon, Ajax Amsterdam und Olympique Lyon. Der einzige Sieg datiert vom 19. September 1979, als Omonia Nikosia in der Vorrunde des Europapokals der Landesmeister vor heimischer Kulisse mit 2:1 geschlagen wurde. Aufgrund einer 1:6-Niederlage im Rückspiel schied Red Boys wie bei allen anderen Teilnahmen an einem europäischen Wettbewerb bereits in der ersten Runde aus.
Am 18. September 1984 gelang im Hinspiel der ersten Runde des UEFA-Pokals 1984/85 im Stade Municipal Obercorn ein bemerkenswertes 0:0-Unentschieden gegen Ajax Amsterdam. Das Rückspiel verloren die Red Boys jedoch mit 0:14, was bis heute einen Rekord im UEFA-Pokal darstellt.
1965 und 1979 wurden die Red Boys zur luxemburgischen Mannschaft des Jahres gewählt.

#### AS Differdingen
Die Association Sportive (Sportvereinigung) Differdingen wurde 1921 gegründet. 1940 wurde der Verein in FK Rotstern Differdingen umbenannt, 1941 verboten und aufgelöst. 1944 erfolgte die Wiedergründung und Rückbenennung in AS.
AS gehörte in den Spielzeiten 1928/29, 1935/36, 1937/38 und 1939/40 der Nationaldivision an, stieg jedoch jeweils nach nur einer Saison wieder ab.
Größter Erfolg nach dem Zweiten Weltkrieg war das Erreichen des nationalen Pokalfinales 1990 gegen Swift Hesperingen, in dem AS nach einem 3:3 nach Verlängerung im Wiederholungsspiel mit 1:7 unterlag.

### Sportliche Entwicklung nach der Fusion
| Saison  | Liga             | Level | Platz | Tore  | Diff. | Punkte |
| ------- | ---------------- | ----- | ----- | ----- | ----- | ------ |
| 2003/04 | Ehrenpromotion   | II    | 6.    | 47:38 | 0+9   | 38     |
| 2004/05 | Ehrenpromotion   | II    | 4.    | 58:45 | +13   | 44     |
| 2005/06 | Ehrenpromotion   | II    | 1.    | 52:21 | +31   | 56     |
| 2006/07 | Nationaldivision | I     | 3.    | 71:41 | +30   | 48     |
| 2007/08 | BGL Ligue        | I     | 7.    | 43:43 | 0     | 35     |
| 2008/09 | BGL Ligue        | I     | 2.    | 51:37 | +14   | 51     |
| 2009/10 | BGL Ligue        | I     | 4.    | 41:30 | +11   | 42     |
| 2010/11 | BGL Ligue        | I     | 4.    | 51:37 | +14   | 43     |
| 2011/12 | BGL Ligue        | I     | 4.    | 64:26 | +38   | 48     |
| 2012/13 | BGL Ligue        | I     | 4.    | 54:34 | +20   | 47     |
| 2013/14 | BGL Ligue        | I     | 3.    | 53:23 | +30   | 51     |
| 2014/15 | BGL Ligue        | I     | 2.    | 61:31 | +30   | 59     |
| 2015/16 | BGL Ligue        | I     | 3.    | 63:32 | +31   | 55     |
| 2016/17 | BGL Ligue        | I     | 2.    | 65:21 | +44   | 65     |
| 2017/18 | BGL Ligue        | I     | 5.    | 48:38 | +10   | 38     |
| 2018/19 | BGL Ligue        | I     | 5.    | 35:33 | +2    | 44     |
| 2019/20 | BGL Ligue        | I     | 3.    | 36:25 | +11   | 35     |
| 2020/21 | BGL Ligue        | I     | 6.    | 51:48 | +3    | 45     |
| 2021/22 | BGL Ligue        | I     | 2.    | 58:28 | +30   | 62     |
| 2022/23 | BGL Ligue        | I     | 5.    | 60:43 | +17   | 45     |
| 2023/24 | BGL Ligue        | I     | 1.    | 70:23 | +47   | 66     |
| 2024/25 | BGL Ligue        | I     | 1.    | 69:7  | +62   | 78     |

Im Jahr der Fusion belegte Red Boys in der Abschlusstabelle der zweitklassigen Ehrenpromotion den elften Rang. AS Differdingen spielte zu diesem Zeitpunkt drittklassig. Der FC Differdingen 03 nahm den Platz von Red Boys ein und schaffte 2006 den Aufstieg in die Nationaldivision. Am Ende der Saison 2006/07 gelang dem Verein als Drittplatzierter den Einzug in den UEFA Intertoto Cup. Dort schieden die Differdinger in der ersten Runde gegen Slovan Bratislava mit 0:2 und 0:3 aus.
Am Ende der Saison 2008/09 wurde FC 03 erstmals Vizemeister und qualifizierte sich für die neue UEFA Europa League. In der 2. Qualifikationsrunde traf das Team auf den Dritten der kroatischen Meisterschaft HNK Rijeka. Das Hinspiel wurde mit 1:0 durch ein Tor von Pierre Piskor gewonnen, das Rückspiel eine Woche später in Kroatien ging allerdings mit 0:3 verloren, weshalb man auch 2009 schon in der ersten Runde ausschied.

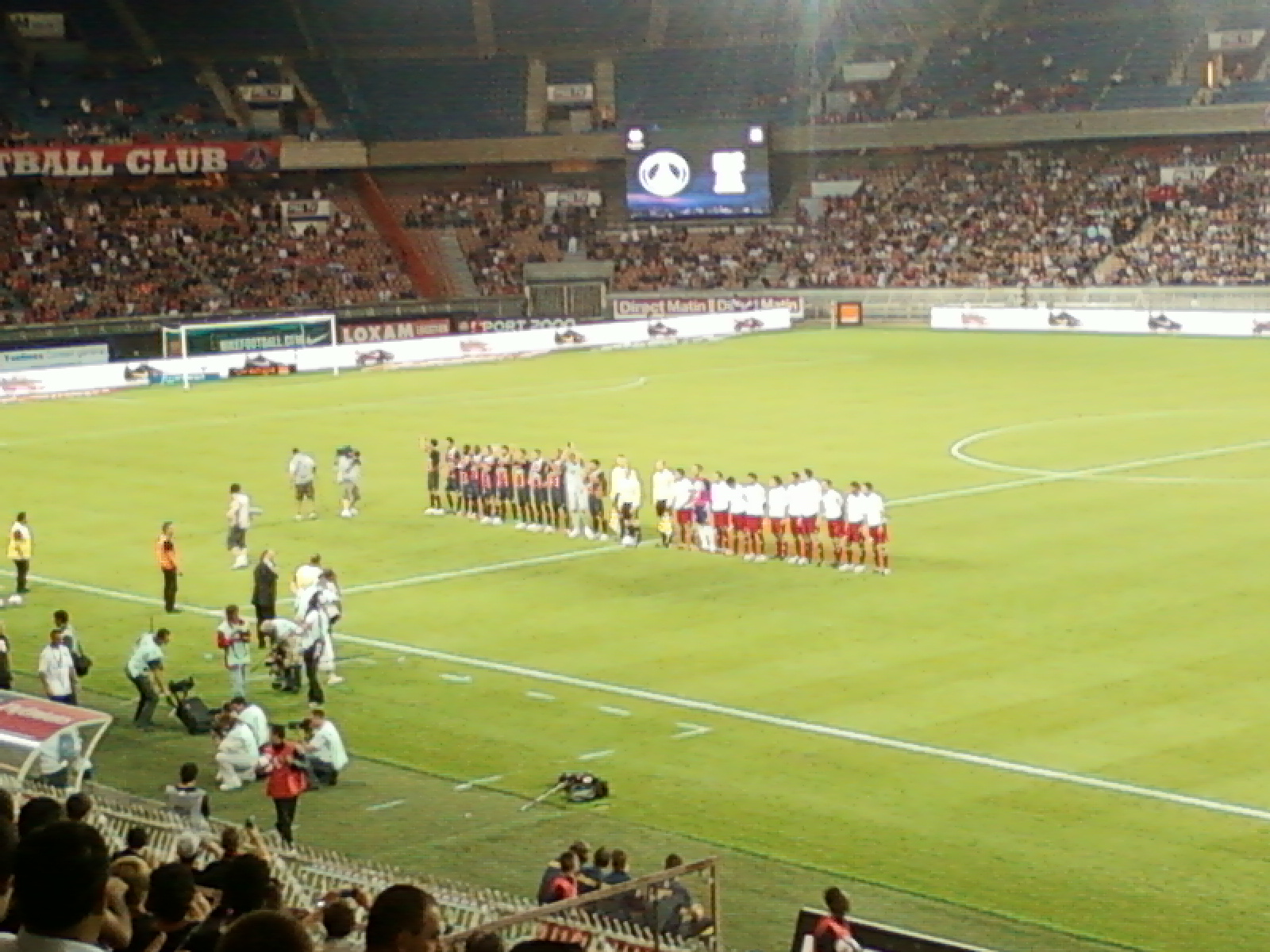
Vor dem UEFA-Europa-League-Play-off-Rückspiel gegen Paris Saint-Germain am 25. August 2011 im Parc des Princes

Von 2009 bis 2013 belegte Differdingen 03 viermal nacheinander den vierten Platz. 2010 und 2011 qualifizierte sich die Mannschaft jeweils als Pokalsieger, 2012 über die Platzierung für die Europa League.
In der 2. Qualifikationsrunde der Europa League 2011/12 setzte sich Differdingen gegen den estnischen Teilnehmer FC Levadia Tallinn mit 0:0 und 1:0 durch. In der folgenden Runde unterlag man dem griechischen Vertreter Olympiakos Volos in beiden Spielen mit 0:3. Weil Volos wegen Manipulationsvorwürfen nur kurze Zeit später von der UEFA aus dem Wettbewerb ausgeschlossen wurde, rückte Differdingen als erster luxemburgischer Verein in die Play-off-Runde vor, unterlag dann dort jedoch dem französischen Erstligisten Paris Saint-Germain mit 0:4 und 0:2.

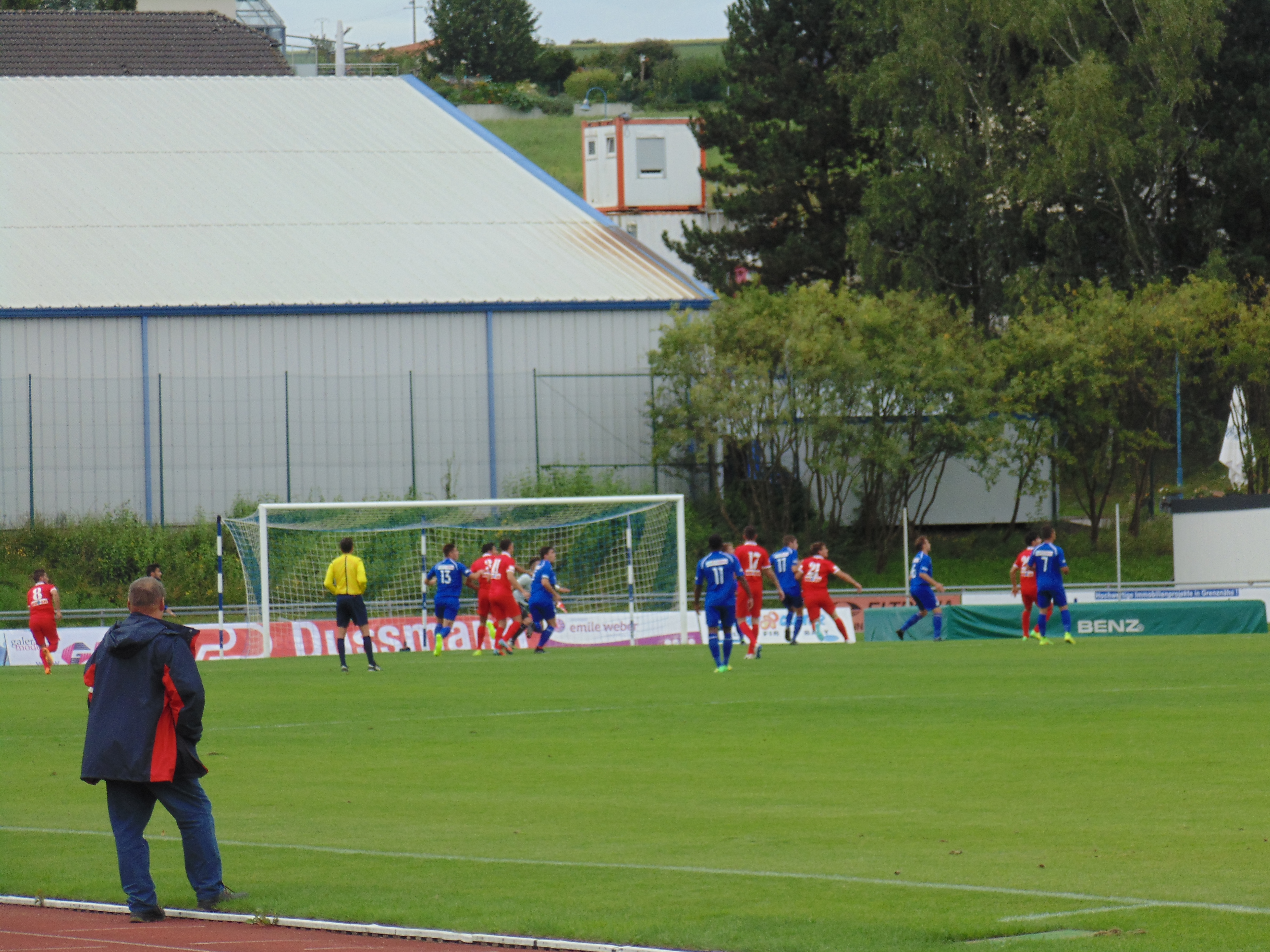
Szene aus dem Spiel CS Grevenmacher – FC Differdingen 03 am 17. August 2014

Im Juni 2012 wurde die Verpflichtung von Michel Leflochmoan als Nachfolger des kurz zuvor zurückgetretenen Trainers Paolo Amodio bekanntgegeben. Unter Leflochmoan gelang in den Spielzeiten 2013 und 2014 jeweils die Qualifikation zur UEFA Europa League sowie 2014 der Gewinn des Coupe de Luxembourg. In der Saison 2012/13 eliminierte der Klub NSÍ Runavík in der ersten Qualifikationsrunde und scheiterte in der nächsten Runde am belgischen Erstligisten KAA Gent. 2013/14 setzte sich der FC Differdingen in der ersten Qualifikationsrunde zur Europa League gegen KF Laçi und in der nächsten Runde überraschend gegen FC Utrecht durch. In der dritten Runde verloren sie gegen den norwegischen Klub Tromsø IL nach Elfmeterschießen und schieden somit aus dem Wettbewerb aus.
Nachdem der Verein schon vor Ende der Saison angekündigt hatte, den Vertrag mit Leflochmoan nicht zu verlängern, wurde einen Tag nach dem Pokaltriumph die Verpflichtung von Marc Thomé als neuer Trainer zur Saison 2014/15 bekanntgegeben. Mit Thomé erreichten die Differdinger 2015 und 2016 die Qualifikationsrunde der UEFA Europa League. In der Spielzeit 2015/16 trat der FC Differdingen 03 in der ersten Qualifikationsrunde zur UEFA Europa League an und besiegte den walisischen Vertreter Bala Town, scheiterte jedoch in der folgenden Runde an dem türkischen Vertreter Trabzonspor.
Zur Saison 2016/17 übernahm der Franzose Pascal Carzaniga den Posten des Cheftrainers und verpasste die Meisterschaft mit nur einer Saisonniederlage aufgrund der schlechteren Tordifferenz gegenüber F91 Düdelingen. In der UEFA Europa League kam der FC 03 nicht über die erste Qualifikationsrunde hinaus und unterlag Zirə FK aus Aserbaidschan mit 0:2 und 1:2. In der Saison 2017/18 verpasste man, trotz Mitwirkens des ehemaligen Topstars Florent Malouda, durch einen enttäuschenden fünften Platz eine erneute Qualifikation für den Europapokal.
In der Spielzeit 2023/24 konnte man unter Trainer Pedro Resende erstmals als Fusionsverein die Luxemburgische Meisterschaft feiern. Auch eine Saison später verteidigte man diesen Titel und gewann außerdem zum sechsten Mal den nationalen Pokal.

## Erfolge

### Red Boys
- Luxemburgischer Meister: 1923, 1926, 1931, 1932, 1933, 1979
- Luxemburgischer Vizemeister: 1911, 1927, 1934, 1935, 1958, 1974, 1976, 1980, 1981, 1984, 1985
- Luxemburgischer Pokalsieger: 1925, 1926, 1927, 1929, 1930, 1931, 1934, 1936, 1952, 1953, 1958, 1972, 1979, 1982, 1985
- Luxemburgischer Pokalfinalist: 1924, 1932, 1935, 1948, 1950, 1955, 1970, 1977, 1986

### AS Differdingen
- Luxemburgischer Pokalfinalist: 1990

### FCD 03
- Luxemburgischer Meister: 2024, 2025
- Luxemburgischer Vizemeister: 2009, 2015, 2017, 2022
- Luxemburgischer Pokalsieger: 2010, 2011, 2014[7], 2015[8], 2023, 2025
- Luxemburgischer Pokalfinalist: 2013

## Ewige Tabelle
In der Ewigen Tabelle der höchsten luxemburgischen Spielklasse seit 1909 belegen FC 03 und die Vorgängervereine folgende Plätze:
| Rang | Verein                | Punkte |
| ---- | --------------------- | ------ |
| 5.   | Red Boys Differdingen | 2.150  |
| 13.  | FC Differdingen 03    | 957    |
| 43.  | AS Differdingen       | 57     |

Stand: Saisonende 2024/25

## Europapokalbilanz

### Red Boys Differdingen
| Saison  | Wettbewerb                    | Runde    | Gegner              | Gesamt | Hin       | Rück      |
| ------- | ----------------------------- | -------- | ------------------- | ------ | --------- | --------- |
| 1972/73 | Europapokal der Pokalsieger   | 1. Runde | AC Mailand          | 1:7    | 0:1 (H)   | 1:6 (A)   |
| 1974/75 | UEFA-Pokal                    | 1. Runde | Olympique Lyon      | 00:11  | 0:7 (A)   | 1:4 (H)   |
| 1976/77 | UEFA-Pokal                    | 1. Runde | KSC Lokeren         | 1:6    | 0:3 (H)   | 1:3 (A)   |
| 1977/78 | UEFA-Pokal                    | 1. Runde | AZ’67 Alkmaar       | 01:16  | 00:11 (A) | 0:5 (H)   |
| 1979/80 | Europapokal der Landesmeister | 1. Runde | Omonia Nikosia      | 3:7    | 2:1 (H)   | 1:6 (A)   |
| 1980/81 | UEFA-Pokal                    | 1. Runde | AZ’67 Alkmaar       | 00:10  | 0:6 (A)   | 0:4 (H)   |
| 1981/82 | UEFA-Pokal                    | 1. Runde | Sporting Lissabon   | 00:11  | 0:4 (A)   | 0:7 (H)   |
| 1982/83 | Europapokal der Pokalsieger   | 1. Runde | KSV THOR Waterschei | 1:8    | 1:7 (A)   | 0:1 (H)   |
| 1984/85 | UEFA-Pokal                    | 1. Runde | Ajax Amsterdam      | 00:14  | 0:0 (H)   | 00:14 (A) |
| 1985/86 | Europapokal der Pokalsieger   | 1. Runde | AIK Solna           | 00:13  | 0:8 (A)   | 0:5 (H)   |

Gesamtbilanz: 20 Spiele, 1 Sieg, 1 Unentschieden, 18 Niederlagen, 8:103 Tore (Tordifferenz −95)

### FC Differdingen 03
| Saison  | Wettbewerb                    | Runde                  | Gegner                   | Gesamt          | Hin     | Rück          |
| ------- | ----------------------------- | ---------------------- | ------------------------ | --------------- | ------- | ------------- |
| 2007    | UEFA Intertoto Cup            | 1. Runde               | ŠK Slovan Bratislava     | 0:5             | 0:2 (H) | 0:3 (A)       |
| 2009/10 | UEFA Europa League            | 2. Qualifikationsrunde | HNK Rijeka               | 1:3             | 1:0 (H) | 0:3 (A)       |
| 2010/11 | UEFA Europa League            | 2. Qualifikationsrunde | FK Spartak Zlatibor Voda | 3:5             | 3:3 (H) | 0:2 (A)       |
| 2011/12 | UEFA Europa League            | 2. Qualifikationsrunde | FC Levadia Tallinn       | 1:0             | 0:0 (H) | 1:0 (A)       |
| 2011/12 | UEFA Europa League            | 3. Qualifikationsrunde | Olympiakos Volos         | 0:6             | 0:3 (H) | 0:3 (A)       |
| 2011/12 | UEFA Europa League            | Play-offs              | Paris Saint-Germain      | 0:6             | 0:4 (H) | 0:2 (A)       |
| 2012/13 | UEFA Europa League            | 1. Qualifikationsrunde | NSÍ Runavík              | 6:0             | 3:0 (H) | 3:0 (A)       |
| 2012/13 | UEFA Europa League            | 2. Qualifikationsrunde | KAA Gent                 | 2:4             | 0:1 (A) | 2:3 (H)       |
| 2013/14 | UEFA Europa League            | 1. Qualifikationsrunde | KF Laçi                  | 3:1             | 1:0 (A) | 2:1 (H)       |
| 2013/14 | UEFA Europa League            | 2. Qualifikationsrunde | FC Utrecht               | 5:4             | 2:1 (H) | 3:3 (A)       |
| 2013/14 | UEFA Europa League            | 3. Qualifikationsrunde | Tromsø IL                | 1:1 (3:4 i. E.) | 0:1 (A) | 1:0 n. V. (H) |
| 2014/15 | UEFA Europa League            | 1. Qualifikationsrunde | Atlantas Klaipėda        | 2:3             | 1:0 (H) | 1:3 (A)       |
| 2015/16 | UEFA Europa League            | 1. Qualifikationsrunde | Bala Town                | 4:3             | 3:1 (H) | 1:2 (A)       |
| 2015/16 | UEFA Europa League            | 2. Qualifikationsrunde | Trabzonspor              | 1:3             | 0:1 (A) | 1:2 (H)       |
| 2016/17 | UEFA Europa League            | 1. Qualifikationsrunde | Cliftonville FC          | 1:3             | 1:1 (H) | 0:2 (A)       |
| 2017/18 | UEFA Europa League            | 1. Qualifikationsrunde | Zirə FK                  | 1:4             | 0:2 (A) | 1:2 (H)       |
| 2020/21 | UEFA Europa League            | 1. Qualifikationsrunde | HŠK Zrinjski Mostar      | 0:3             | 0:3 (A) | 0:3 (A)       |
| 2022/23 | UEFA Europa Conference League | 1. Qualifikationsrunde | NK Olimpija Ljubljana    | 2:3             | 1:1 (A) | 1:2 n. V. (H) |
| 2023/24 | UEFA Europa Conference League | 2. Qualifikationsrunde | NK Maribor               | 4:5             | 1:1 (H) | 3:4 n. V. (A) |
| 2024/25 | UEFA Champions League         | 1. Qualifikationsrunde | KÍ Klaksvík              | 0:2             | 0:2 (A) | 0:0 (H)       |
| 2024/25 | UEFA Conference League        | 2. Qualifikationsrunde | Ordabassy Schymkent      | 4:4 (3:4 i. E.) | 1:0 (H) | 3:4 n. V. (A) |
| 2025/26 | UEFA Champions League         | 1. Qualifikationsrunde | KF Drita                 | 2:4             | 0:1 (A) | 2:3 (H)       |
| 2025/26 | UEFA Conference League        | 2. Qualifikationsrunde | The New Saints FC        | 2:0             | 1:0 (A) | 1:0 (H)       |
| 2025/26 | UEFA Conference League        | 3. Qualifikationsrunde | FC Levadia Tallinn       | 5:4             | 2:3 (H) | 3:1 n. V. (A) |
| 2025/26 | UEFA Conference League        | Play-offs              | KF Drita                 | -:-             | -:- (A) | -:- (H)       |

Gesamtbilanz: 47 Spiele, 14 Siege, 7 Unentschieden, 26 Niederlagen, 50:76 Tore (Tordifferenz −26)

## Kader Saison 2025/26
Stand: 16. August 2025

### Aktueller Kader
| 01 | Evan Da Costa            | Luxemburg Portugal |
| 22 | Alexandre Van Buggenhout | Frankreich Belgien |
| 84 | Felipe Ventura           | Brasilien          |

| 04 | Kevin D’Anzico    | Luxemburg              |
| 05 | Théo Brusco       | Frankreich             |
| 14 | Juan Bedouret     | Argentinien Italien    |
| 25 | Geoffrey Franzoni | Frankreich             |
| 26 | Fonnseca Mendes   | Spanien                |
| 32 | Dylan Lempereur   | Frankreich             |
| 45 | Rychelmy Rocha    | Brasilien              |
| 66 | João Ricciulli    | Guinea-Bissau Portugal |
| 77 | Gianluca Bei      | Luxemburg              |

| 07 | Artur Abreu Pereira | Luxemburg Portugal |
| 08 | Bruninho            | Portugal           |
| 20 | Rafa Pinto          | Portugal           |
| 21 | Ludovic Rauch       | Frankreich         |
| 39 | Luis Jakobi         | Deutschland        |
| 45 | Rafael Ribeiro      | Luxemburg          |
| 50 | Andres Vaschetto    | Argentinien        |
| 55 | Leandro Borges      | Portugal           |
| 58 | Ronaldo Camará      | Guinea-Bissau      |
| 88 | Pedro Mendes Alves  | Portugal           |

| 07 | Boris Mfoumou    | Kamerun             |
| 09 | Andreas Buch     | Deutschland         |
| 23 | Samir Hadji      | Frankreich Marokko  |
| 34 | Adham El Idrissi | Niederlande Marokko |
| 27 | Arlindo Barbosa  | Portugal            |
| 70 | André Mendy      | Senegal             |
| 73 | Edgar Neves      | Portugal            |
|    | Edgar Pacheco    | Portugal Angola     |

### Zugänge
| - Samir Hadji ( F91 Düdelingen) - Fonseca Mendes ( Jeunesse Esch) - Bruninho ( Portimonense SC) - Rafa Pinto ( Caldas SC) - João Ricciulli ( Guarda FC) - Luis Jakobi ( FK Sloboda Užice) - Ronaldo Camará ( Go Ahead Eagles U-21) - Amine Haboubi ( CS Sfax) - Boris Mfoumou ( AS Fortuna) - Edgar Pacheco (vereinslos) |

### Abgänge
| - Fabio Cerqueira ( FC Monnerich) - Alisson Dos Santos ( US Rümelingen) - Guillaume Trani ( Red Star Paris) - Federico Varela ( FC Floriana) - Thiago Freitas ( AVS Futebol SAD) - Gustavo Simões ( Avaí FC) - Diogo Silva (vereinslos) - während der Saison - Amine Haboubi (unbekannt) |

### Trainerstab
| Funktion        | Name               |
| --------------- | ------------------ |
| Trainer         | Pedro Silva        |
| Co-Trainer      | Miguel Soares      |
| Co-Trainer      | Carlos Fançony     |
| Co-Trainer      | Ali Oudini         |
| Torwart-Trainer | Sergio Silva Costa |

## Bekannte ehemalige Spieler
| - Chadli Amri - Gilles Bettmer - Daniel Da Mota - Dwayn Holter - Aurélien Joachim - Jorginho - Michel Kettenmeyer - Kim Kintziger - Florent Malouda - Kenny Nagera - Pierre Piskor - Christian Schoissengeyr - Federico Varela - Valentino Vujinović - Jean Wagner | - Eugène Afrika - Camille Dimmer - Gilbert Dussier - Luc Holtz - Henri Klein - Émile Kolb - Erwin Kuffer | - Paolo Amodio |

## Trainer
| Amtszeit                | Nat.                 | Trainer                                       |
| ----------------------- | -------------------- | --------------------------------------------- |
| 20.11.2003 – 30.06.2006 | Luxemburg            | Dan Theis                                     |
| 01.07.2006 – 30.06.2008 | Luxemburg            | Maurice Spitoni                               |
| 01.07.2008 – 30.06.2009 | Luxemburg            | Roland Schaack                                |
| 01.07.2009 – 10.04.2011 | Luxemburg            | Dan Theis                                     |
| 10.04.2011 – 30.06.2011 | Luxemburg            | Maurice Spitoni (Interim)                     |
| 01.07.2011 – 30.06.2012 | Luxemburg            | Paolo Amodio                                  |
| 01.07.2012 – 30.06.2014 | Frankreich           | Michel Leflochmoan                            |
| 01.07.2014 – 30.06.2016 | Luxemburg            | Marc Thomé                                    |
| 01.07.2016 – 09.04.2018 | Frankreich           | Pascal Carzaniga                              |
| 09.04.2018 – 31.05.2018 | Luxemburg            | Dan Theis                                     |
| 07.06.2018 – 17.03.2019 | Luxemburg            | Arno Bonvini                                  |
| 18.03.2019 – 22.03.2021 | Luxemburg            | Paolo Amodio                                  |
| 22.03.2021 – 30.06.2021 | Frankreich Luxemburg | Jean-Philippe Caillet Pascal Bürger (Interim) |
| 01.07.2021 – 17.10.2022 | Portugal             | Pedro Resende                                 |
| 19.10.2022 – 06.03.2023 | Frankreich           | Stéphane Léoni                                |
| 07.03.2023 – 30.06.2023 | Portugal             | Helder Dias (Interim)                         |
| 01.07.2023 – 30.06.2025 | Portugal             | Pedro Resende                                 |
| 01.07.2025 –            | Portugal             | Pedro Silva                                   |